# US Indoors 1983
US Indoors 1983 — жіночий тенісний турнір, що проходив на закритих кортах з твердим покриттям у Гартфорді (США). Належав до Світової чемпіонської серії Вірджинії Слімс 1983. Тривав з 26 вересня до 2 жовтня 1983 року. Кім Шефер здобула титул в одиночному розряді.

## Фінальна частина

### Одиночний розряд
Кім Шефер —  Сільвія Ганіка 6–4, 6–3
- Для Шефер це був єдиний титул за кар'єру.

### Парний розряд
Біллі Джин Кінг /  Шерон Волш —  Кеті Джордан /  Барбара Поттер 3–6, 6–3, 6–4
- Для Кінг це був 5-й титул за сезон і 169-й — за кар'єру. Для Волш це був 6-й титул за сезон і 24-й — за кар'єру.